# Заводской (Ейский район)
Заводско́й — посёлок в Ейском районе Краснодарского края.
Входит в состав Ейского сельского поселения.

## Население
| 2002 | 2010 |
| ---- | ---- |
| 689  | ↗700 |

## Улицы
| - ул. Восточная, - ул. Гагарина, - ул. Мира, - ул. Октябрьская, | - ул. Полевая, - ул. Садовая, - ул. Сосновая. |